# Ćwieczak rdzawy
Ćwieczak rdzawy (Uloma rufa) – gatunek chrząszcza z rodziny czarnuchowatych i podrodziny Tenebrioninae. Zamieszkuje palearktyczną Eurazję od Półwyspu Iberyjskiego po Kraj Nadmorski.

## Taksonomia
Gatunek ten opisany został po raz pierwszy w 1783 roku przez Mathiasa Pillera i Ludwiga Mitterpachera pod nazwą Tenebrio rufus.

## Morfologia

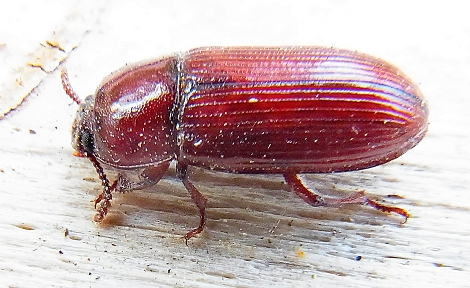
Imago, widok z boku

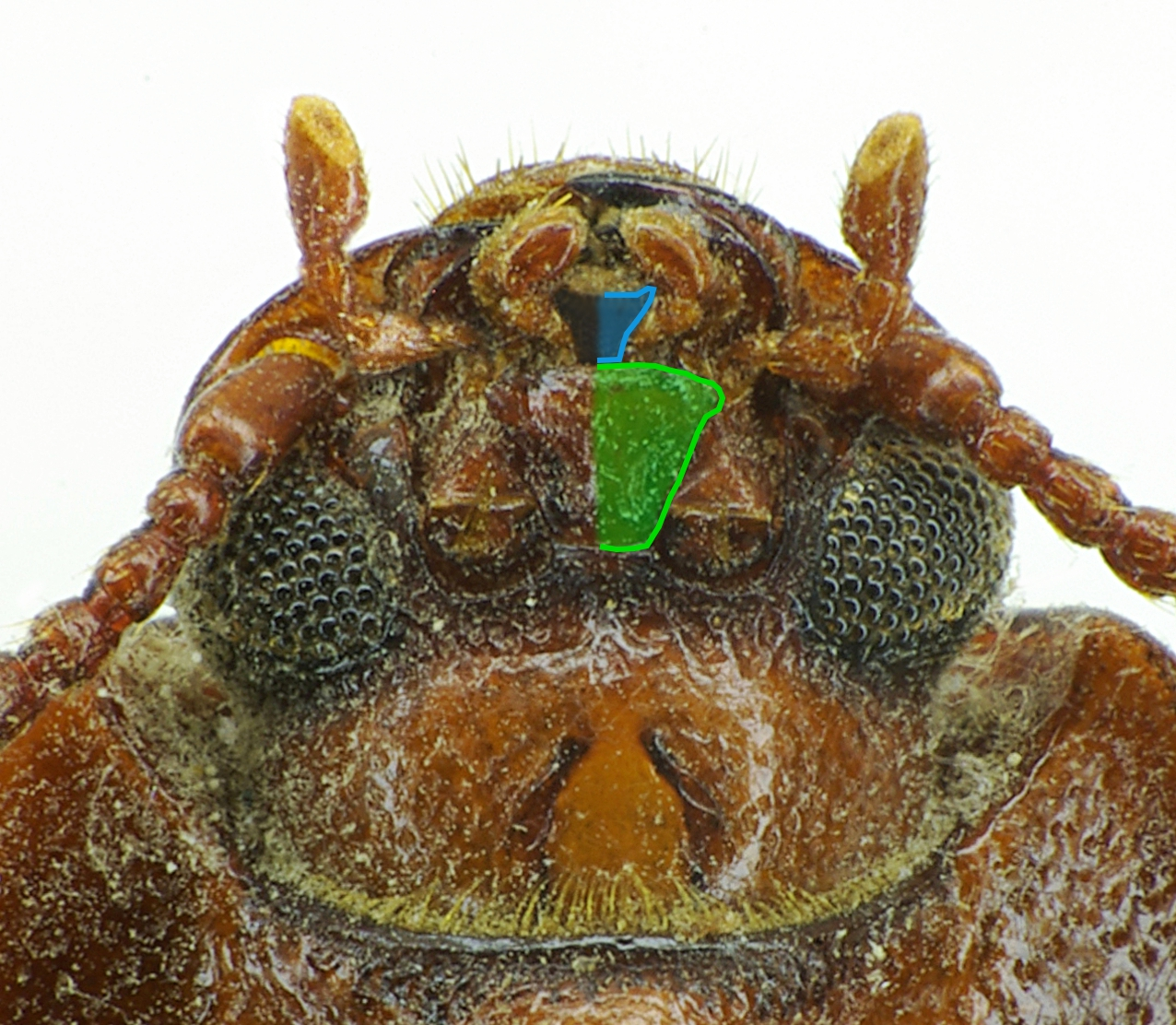
Spód głowy

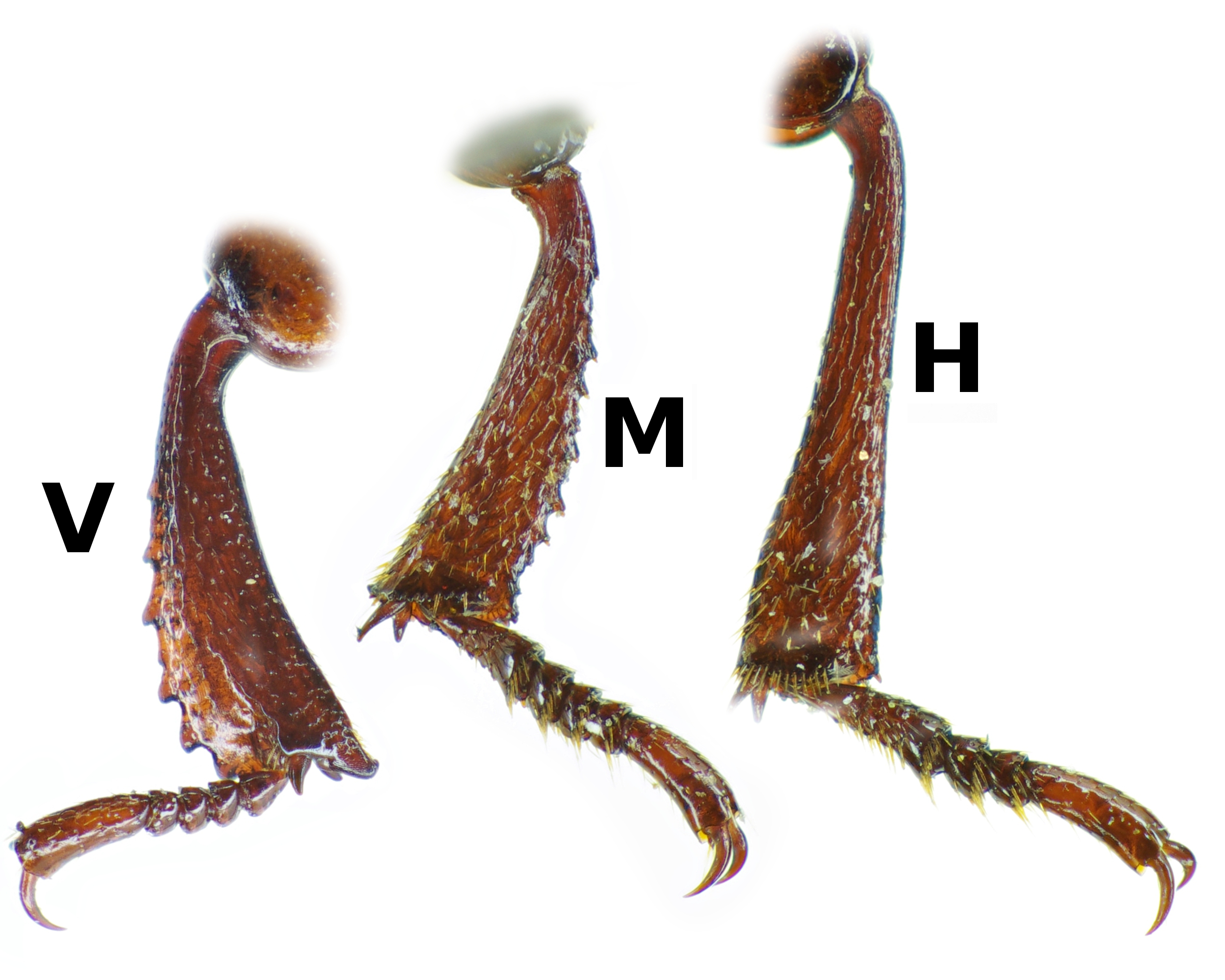
Budowa odnóży

Chrząszcz o przeciętnie wypukłym, w zarysie wydłużonym z równoległymi bokami ciele długości od 8 do 10 mm, nieco chudszym niż u ćwieczaka obrzeżonego. Ubarwienie ma błyszcząco czerwonokasztanowe.
Głowa jest mała, szersza niż dłuższa, znacznie węższa niż przedplecze, ku przodowi mocniej niż u ćwieczaka obrzeżonego zwężona, gęsto i stosunkowo silnie punktowana, o półkolistym wgłębieniu odgraniczającym nadustek od czoła, dużych i niepodzielonych występami policzków oczach oraz krótkich i krępych czułkach. Warga dolna odznacza się podbródkiem trójkątnym z podgiętymi w dół bocznymi kątami, pozbawionym gęstego owłosienia.
Przedplecze jest szersze niż dłuższe, o środkowym odcinku przedniej krawędzi prostym, łukowato zaokrąglonych, zbieżnych ku głowie bardziej niż ku tyłowi bokach, wyraźnych wszystkich kątach i pozbawionej pośrodku listewkowatego obrzeżenia, opatrzonej szeregiem drobnych i gęstych punktów krawędzi tylnej. Punktowanie powierzchni przedplecza jest stosunkowo silne i równomiernie rozmieszczone. U samca na przedzie przedplecza występuje czasem słabo zaznaczone wgłębienie i dwa niewyraźne wzgórki, natomiast u samicy cechy te zawsze są nieobecne. Tarczka jest szeroko trójkątna. Pokrywy mają przednią krawędź tak szeroką jak tylny brzeg przedplecza, kąty barkowe nieznacznie rozszerzone i niewystające, rzędy wyraźnie, acz dość drobno punktowane, a międzyrzędy płaskie oraz skąpo i bardzo drobno punktowane.

## Ekologia i występowanie

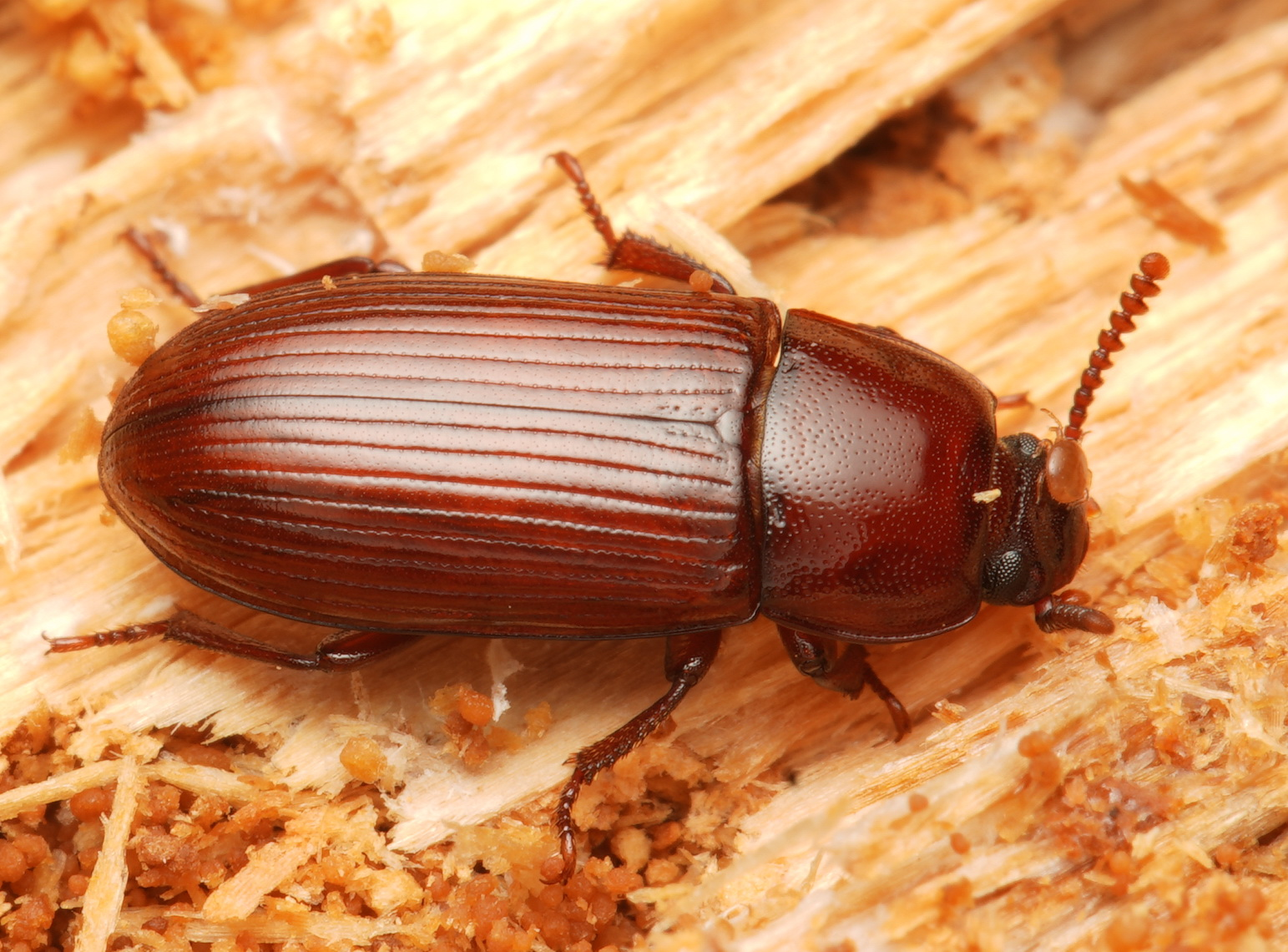
Imago w środowisku

Owad rozmieszczony od nizin po góry, przy czym na południu zasięgu preferuje tereny położone wyżej. Zamieszkuje lasy iglaste i mieszane. Jest gatunkiem saproksylicznym. Zarówno larwy, jak i postacie dorosłe występują w wilgotnym, przegrzybiałym, martwym drewnie drzew iglastych – sosen, jodeł i świerków, a rzadko drzew liściastych – dębów i brzóz. Bytują w pniach, pniakach i leżących kłodach, często współwystępując z larwami sprężykowatych, kornikowatych i innych chrząszczy kariofagicznych. Aktywne osobniki dorosłe obserwuje się od wiosny do jesieni.
Gatunek palearktyczny. W Europie znany jest z Hiszpanii, Francji, Niemiec, Szwajcarii, Austrii, Włoch, Szwecji, Norwegii, Finlandii, Estonii, Łotwy, Litwy, Polski, Czech, Słowacji, Węgier, Białorusi, Ukrainy, Rumunii, Chorwacji, Bośni i Hercegowiny, Grecji i europejskiej części Rosji. W Azji podawany jest z Azerbejdżanu, syberyjskiej i dalekowschodniej  części Rosji oraz Kazachstanu.
W Polsce owad ten jest rzadki, notowany ze stosunkowo nielicznych stanowisk. W Czechach również spotykany jest rzadko. Na „Czerwonej liście gatunków zagrożonych Republiki Czeskiej” umieszczony jest jako gatunek zagrożony wymarciem (EN). W Rosji zasięg tego chrząszcza rozciąga się od Karelii na północnym zachodzie i wybrzeży Morza Czarnego na południowym zachodzie po Kraj Nadmorski na wschodzie (tamże na południe po rezerwat przyrody „Łazowskij”).